# Avia Traffic Company
Avia Traffic Company ist eine kirgisische Fluggesellschaft mit Sitz in Bischkek und Basis auf dem Flughafen Manas. Sie unterliegt auch weiterhin (Stand August 2022) aufgrund schwerer Sicherheitsmängel dem Flugverbot in der gesamten Europäischen Union.

## Geschichte
Avia Traffic Company wurde 2003 gegründet. Aufgrund schwerer Sicherheitsmängel sind die Flugzeuge der Avia Traffic Company so wie alle anderen kirgisischen Fluggesellschaften in die Liste der Betriebsuntersagungen für den Luftraum der Europäischen Union aufgenommen worden, so dass für alle Maschinen ein Landeverbot in der Europäischen Union besteht.

## Flotte

### Aktuelle Flotte
Mit Stand Juni 2022 besteht die Flotte der Avia Traffic Company aus sieben Flugzeugen mit einem Durchschnittsalter von 28,5 Jahren:
| Flugzeugtyp     | Anzahl | bestellt | Anmerkungen   |
| --------------- | ------ | -------- | ------------- |
| Airbus A320-200 | 2      |          | einer inaktiv |
| Boeing 737-300  | 4      |          |               |
| Gesamt          | 6      | –        |               |

### Ehemalige Flotte
- Antonow An-24
- An-30
- Boeing 737-200
- BAe 146-200